# (5977) 1992 TH1
(5977) 1992 TH1 là một tiểu hành tinh vành đai chính. Nó được phát hiện bởi Henry E. Holt ở Đài thiên văn Palomar ở Quận San Diego, California, ngày 1 tháng 10 năm 1992.